# Гранд-Эльп
Гранд-Эльп или Эльп-Мажёр (фр. Helpe Majeure) — река во Франции. Длина реки составляет 69 километров. Площадь водосборного бассейна — 335 км².
Гранд-Эльп протекает в северо-восточной части Франции. Он течёт по территории департамента Нор региона Нор — Па-де-Кале. Её истоки находятся непосредственно близ границы с Бельгией у бельгийского города Моминьи, в коммуне Оген. Вначале река течёт вдоль границы между Францией и Бельгией в северном направлении, затем поворачивает на запад и в 4 километрах севернее городка Нойель-сюр-Самбра впадает в реку Самбра её правым притоком. Высота истока — 248 м над уровнем моря.
На реке находятся города Авен-сюр-Эльп, Эпп-Соваж, Домпьер-сюр-Эльп, Нойель-сюр-Самбра и др.